# Sidi Ahmed (Algeria)
Sidi Ahmed è un comune dell'Algeria, situato nella provincia di Saida.